# Sea Life Centre

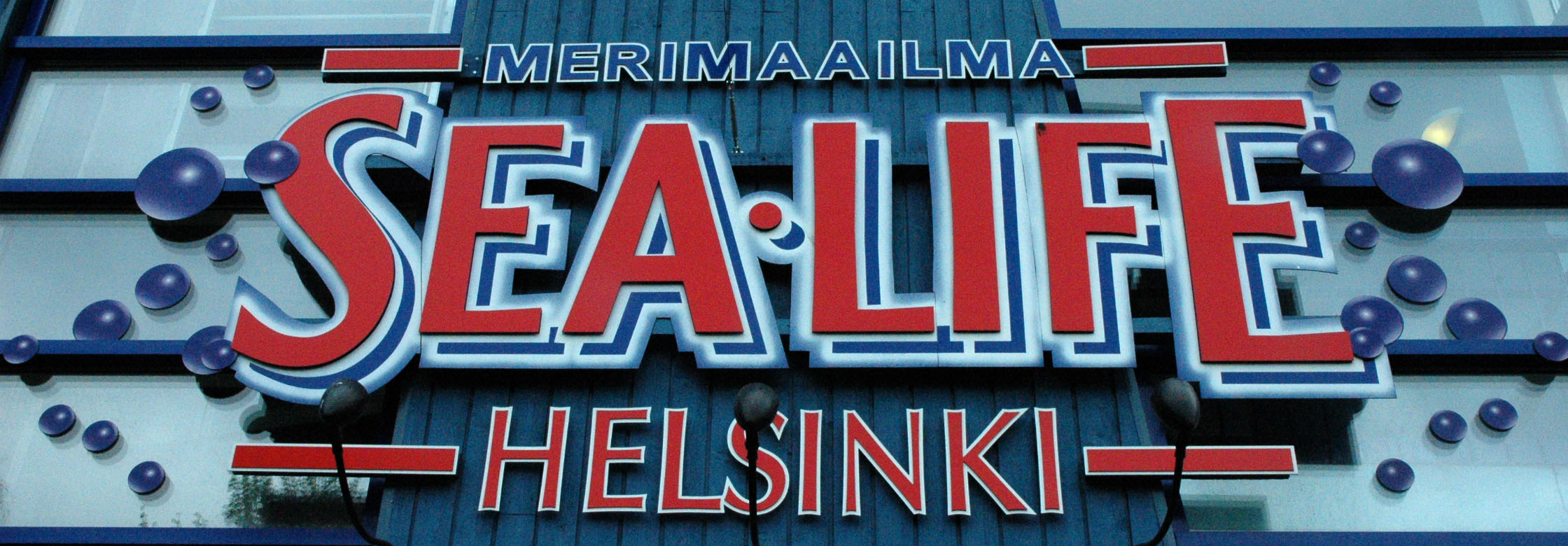
Sea Life w Helsinkach

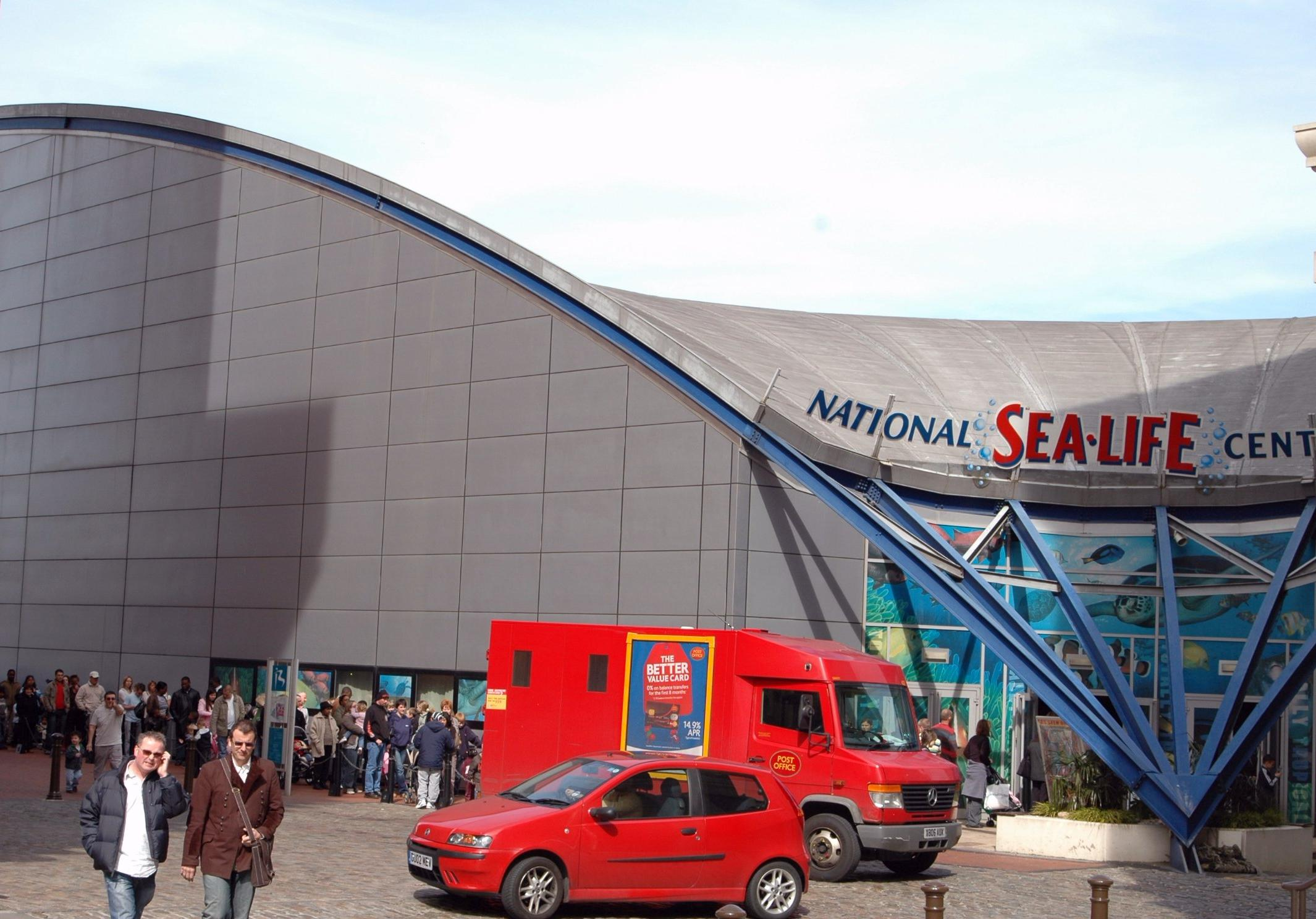
Sea Life Centre w Birmingham

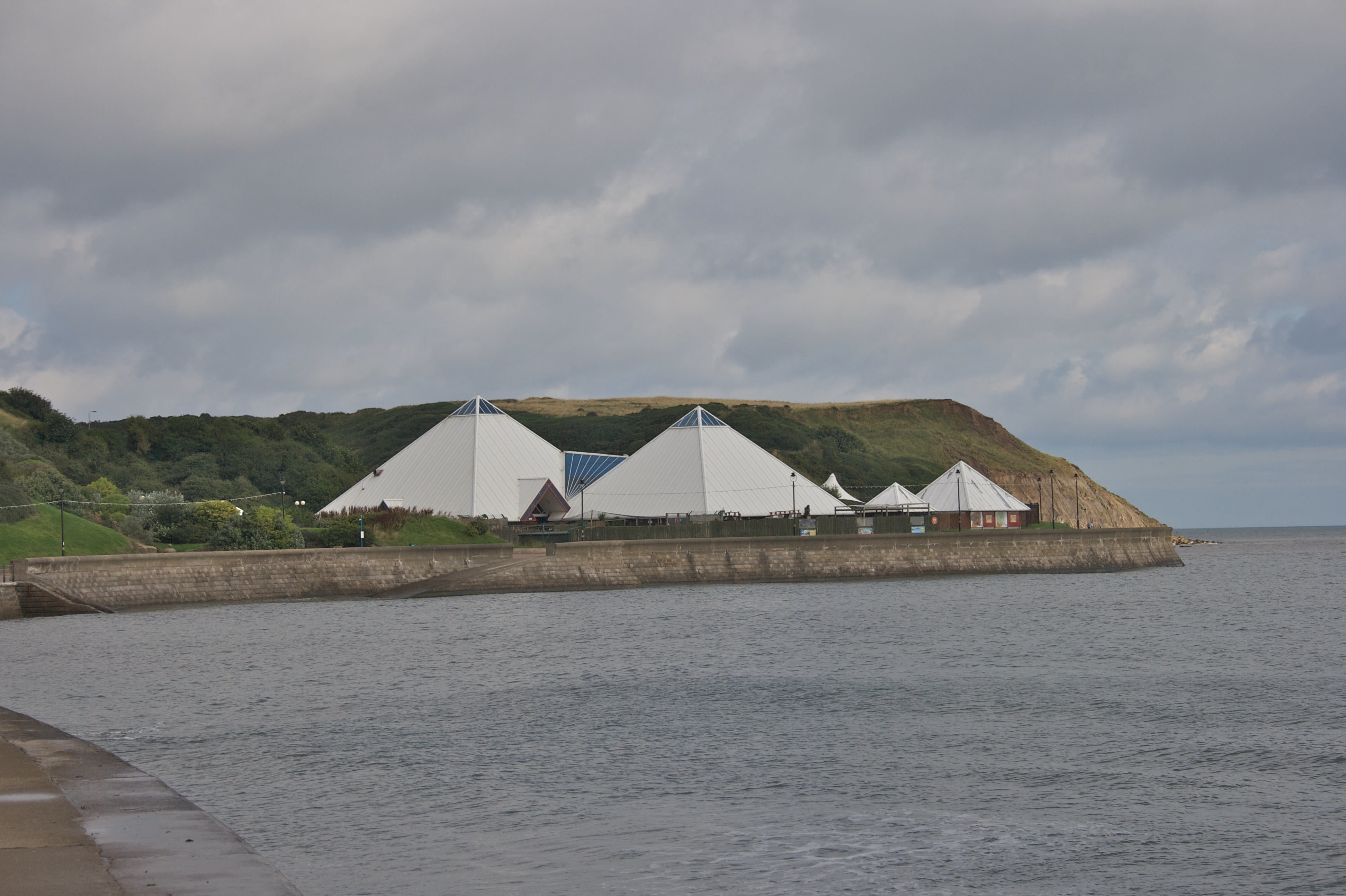
Sea Life Centre w Scarborough

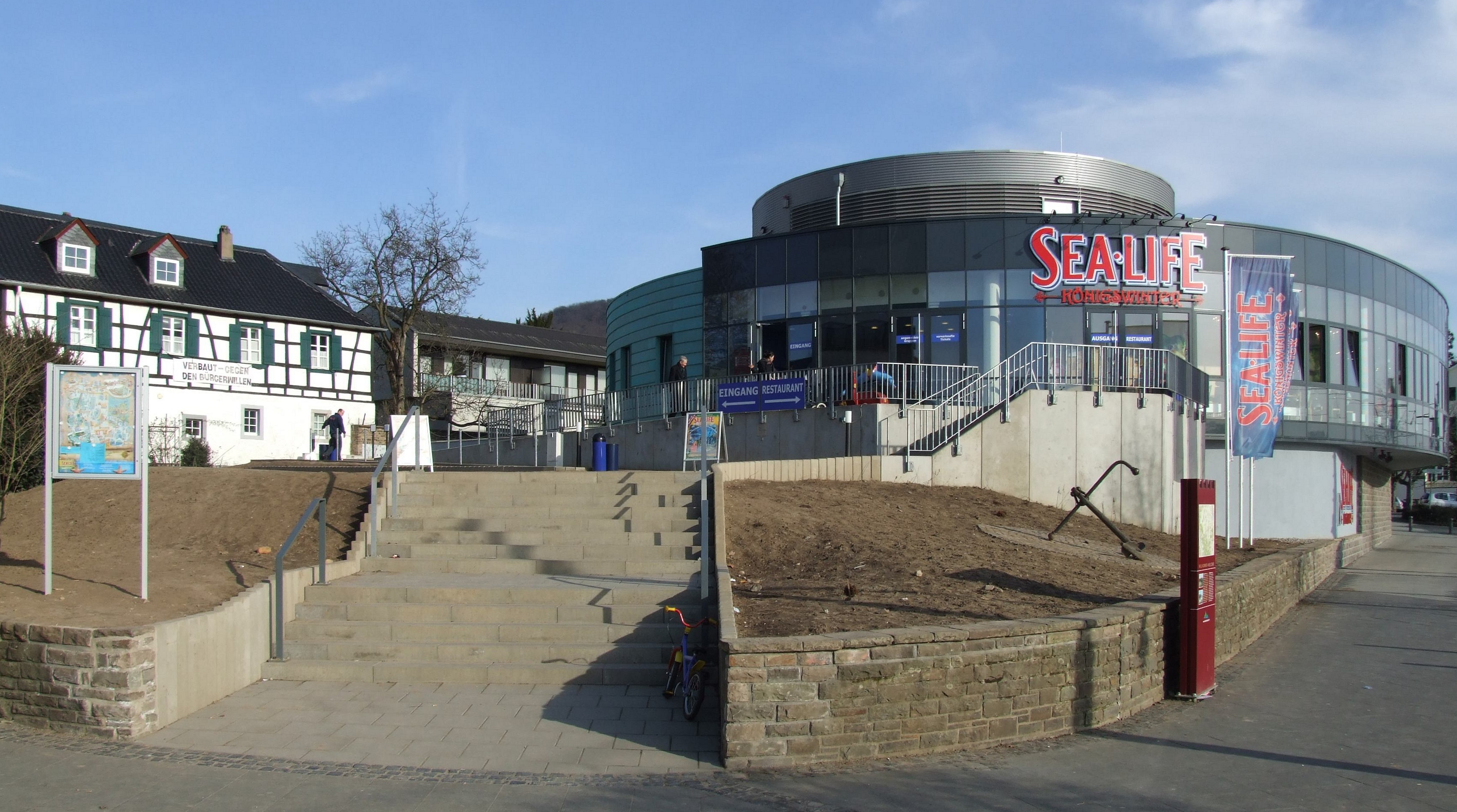
Sea Life Centre w Königswinter, Niemcy

Sea Life Centres – sieć 26 placówek akwariów o charakterze morskich parków rozrywki, funkcjonująca w następujących krajach: Belgia, Anglia, Finlandia, Francja, Niemcy, Holandia, Irlandia, Dania, Włochy, Szkocja, Hiszpania, Portugalia oraz Stany Zjednoczone. Właścicielem sieci jest Merlin Entertainments. Część placówek pełni funkcję morskich parków rozrywki.